# David Young (homme politique, 1968)
Pour les articles homonymes, voir David Young.
David Young, né le 11 mai 1968 à Van Meter (Iowa), est un homme politique américain, membre du Parti républicain et élu de l'Iowa à la Chambre des représentants des États-Unis de 2015 à 2019.

## Biographie
Originaire de l'Iowa, David Young obtient son bachelor of arts en 1991 à l'université Drake de Des Moines. En 1993, il rejoint l'équipe du sénateur du Colorado Hank Brown. De 1998 à 2006, il travaille pour le sénateur du Kentucky Jim Bunning, dont il est notamment le directeur de campagne. De 2006 à 2013, il dirige le cabinet du sénateur de l'Iowa Chuck Grassley.
Il est candidat à l'élection sénatoriale de 2014 dans l'Iowa pour succéder au démocrate Tom Harkin. Il annonce cependant en janvier 2014 qu'il est finalement candidat à la Chambre des représentants des États-Unis dans le 3e district de l'Iowa, où le républicain sortant Tom Latham ne se représente pas. David Young n'arrive qu'en cinquième position de la primaire avec 15,6 % des voix, qui est remportée par le sénateur d'État Brad Zaun (25 %), proche du Tea party. Cependant, puisque aucun candidat n'atteint 35 % des suffrages, une convention est organisée. David Young remporte le cinquième tour de la convention républicaine, soutenu par 276 délégués contre 221 pour Zaun, qui était arrivé en tête des quatre premiers tours,,. Le district, qui comprend le sud-ouest de l'État et sa capital Des Moines, a été remporté par Barack Obama en 2012 et est considéré comme très compétitif. En novembre 2014, Young est élu représentant avec 52,8 % des voix face à la sénatrice d'État démocrate Staci Appel (42,2 %)
Candidat à un second mandat en 2016, il remporte largement la primaire républicaine avec environ 85 % des suffrages,. Bien que son siège soit une des cibles démocrates, Young met en avant son côté bipartisan et bat facilement le démocrate Jim Mowrer.
Il se voit battu à son tour, pour le même siège, lors des élections de 2018 de novembre 2018, par la démocrate Cindy Axne.